# تاپهت
تاپهت (عبری توراتی: תֹּפֶת) مکانی در اورشلیم در دره هینوم (جهنم‌دره) است، جایی که عبادت‌کنندگان در مراسمی شامل «گذراندن کودک از میان آتش»، به احتمال زیاد قربانی کودک، شرکت می‌کردند.